# Jacques Garrigue
Jacques Garrigue (* 1677 in Mazamet, Languedoc, Frankreich; † 24. August 1730 in Magdeburg) war Juwelier und Kirchenvorstand (Ancien) der Französisch Reformierten Kirche Magdeburgs.

## Leben
Jacques Garrigue entstammte einer uralten Adelsfamilie aus dem Languedoc. Die Religionskriege des 17. Jahrhunderts zwangen Jacques Großeltern, Jean de la Garrigue und Elisabeth Rossignoll als Hugenotten, aus Glaubensgründen Frankreich zu verlassen. Sie zogen mit dreien ihrer Kinder nach Holland, wo sie auch verstarben. Jacques im Lande verbliebenem Vater Pierre und dessen Bruder Moyse Garrigue (der Ältere) wurden Grundbesitz und Adelstitel entzogen. Sie wurden zu gewerbetreibenden Bürgern. Das Wappen der Familie de la Garrigue ist erhalten und wurde noch lange benutzt. Es wird wie folgt blasoniert: „Schild waagerecht geteilt, im oberen Felde 2 gekreuzt Eicheln, im unteren 5 Eichbäume“. Die Eicheln und die Eichbäume geben unmittelbar den Inhalt des Namens Garrigue wieder.
Nach Aufhebung des Ediktes von Nantes 1685 floh der neunjährige Jacques mit seinem Onkel Moyse Garrigue 1686 aus Mazamet nach Deutschland. Sie folgten der Einladung des Großen Kurfürsten nach Brandenburg (Edikt von Potsdam vom 29. Oktober 1685). Jacques Vater Pierre floh mit seiner zweiten Frau aus Mazamet ins Vaucluse, im nahen Herzogtum Orange, das damals noch nicht unter der französischen Krone stand.
Über die Zwischenstationen Bayreuth und Halle erreichten die Flüchtlinge Jacques und Moyse Garrigue Magdeburg. Hier erlernte Jacques bei seinem Onkel Moyse Garrigue das Handwerk des Goldschmiedes und Juweliers. Nach einigen Jahren Gesellentätigkeit trat er als Kompagnon in das Geschäft seines Onkels ein. Er heiratete am 18. Oktober 1707 Marguérite Nicolas (* 1686, Grenoble, † September 1726, Prenzlau), eine Tochter des Parlamentsadvokaten Jean Nicolas aus Grenoble. Sie hatten 14 Kinder, von denen nur fünf heranwuchsen. Sein ältester Sohn Moyse Garrigue (* 9. September 1708) wurde, ebenso wie er selbst und Onkel Moyse, Juwelier. Nach seinem Onkel Moyse Garrigue (dem Älteren) war Jacques Garrigue ein Leben lang Vorstand der in Magdeburg lebenden Großfamilie Garrigue. Jacques selbst heiratete, ebenso wie auch sein Sohn Moyse Garrigue, noch im Kreise der französischen Landsleute. Seine Töchter Marie Louise und Justine Marguérite heirateten den Prediger August Friedrich Sack bzw. den Magdeburger Bürger und Tabakhändler Isaac Abraham Schwartz, einen Sohn des Bürgermeisters der Pfälzer Kolonie Philipp Schwartz, während seine Enkelin Marianne Garrigue, durch ihre Ehe mit Johann Ernst Gaertner, mitten in die Magdeburger bürgerliche Gesellschaft eintrat.

## Wirken
Schon früh wurde Jacques Garrigue von seinem Onkel Moyse mit öffentlichen Ämtern der Französischen Kolonie zu Magdeburg vertraut gemacht: 1699 begleitete er als junger Mann seinen Onkel Moyse, der im Namen der Kolonie Gespräche mit der kurfürstlichen Behörde in Berlin führte. Am 28. Oktober 1707, dreißigjährig wurde Jacques Garrigue Bürger der Französischen Kolonie. Ab 1710 führte er selbstständig das Geschäft seines Onkels, das er nach dessen Tod 1715 übernahm und gemeinsam mit seinem Halbbruder, dem Goldschmied Jean Garrigue betrieb. Er war engagiert für die Französische Kolonie und die Französisch Reformierte Kirche tätig. Etwa 1715 wurde er zum Ancien (Ältesten) seiner Kirche gewählt. Das Amt füllte er über viele Jahre aus. Wiederholt trat er in der Französischen Kolonie Magdeburgs als Gläubiger für andere Koloniemitglieder auf. Dabei handelte es sich um Summen bis zu 400 Taler. Die Wertschätzung, die er genoss, ist unter anderem daran abzulesen, dass die Französisch Reformierte Kirchengemeinde nach seinem Tode vom strengen und puritanischen reformierten Beerdigungsritus abwich und ein Epitaph für sein Grab zuließ.